# メン・アー・サッチ・フールズ
『メン・アー・サッチ・フールズ』（Men are Such Fools）は、1938年のアメリカ合衆国のロマンティック・コメディ映画。
バスビー・バークレーが監督し、ノーマン・ライリー・レインとホレス・ジャクソンが脚本を執筆した。ウェイン・モリス、プリシラ・レイン、ハンフリー・ボガート、ヒュー・ハーバート、ジョニー・デイヴィス、ペニー・シングルトンが出演した。1938年7月16日、ワーナー・ブラザースにより公開された。フェイス・ボールドウィンによる同名小説『Men Are Such Fools』を基にしている。

## ストーリー
リンダ・ローレンス(プリシラ・レイン)はニューヨークの広告会社アメリコで重役のベイツ(ヒュー・ハーバート)の助手として働いている。リンダはキャリアアップを目指し、旧来の女性像とは異なり職場で全力を尽くす。昇進のために様々な尽力をするが、フットボールの元スター選手で同僚のジミー・ホール(ウェイン・モリス)に度々邪魔される。ホールはリンダに愛を告げ、リンダもホールに惹かれて恋に落ちるが、リンダは仕事を第一に考える。リンダは一生懸命働いて昇進しようとし、ホールはリンダに対して積極的だが、リンダのキャリアを後押ししてくれる重役のハリー・ギャリオン(ハンフリー・ボガート)に心が揺れる。
女性の独立心や、リンダがいかに恋と仕事のバランスを取るかが描かれる。

## キャスト
- ジミー・ホール: ウェイン・モリス（英語版）
- リンダ・ローレンス: プリシラ・レイン
- ハリー・ギャリオン: ハンフリー・ボガート
- ハーヴェイ・ベイツ: ヒュー・ハーバート（英語版）
- テッド・ターケル: ジョニー・デイヴィス（英語版）
- ナンシー: ペニー・シングルトン（英語版）
- ビー・ハリス: モナ・バリー（英語版）
- リリ・アーノ: ヴィヴィエン・オスボーン
- ワンダ: マーシャ・ラルストン（英語版）
- ビル・ダルトン: ジーン・ロックハート
- ダルトン夫人: キャスリン・ロックハート（英語版）
- ジョージ・オンスロウ: ドナルド・ブリグス（英語版）
- ネルソン夫人: ネダ・ハリガン（英語版）
- ネルソン氏: エリック・スタンリー
- ルドルフ: クロード・アリスター（英語版）
- ピンケル夫人: レニー・リアノ（英語版）